# Nuneaton and Bedworth
Nuneaton and Bedworth este un district ne-metropolitan situat în Regatul Unit, în comitatul Warwickshire din regiunea West Midlands, Anglia.

## Orașe din cadrul districtului
- Bedworth
- Nuneaton

## Vedeți și
- Listă de orașe din Regatul Unit